# Anton Sala-Cornadó
Anton Sala-Cornadó (Tàrrega, Urgell, 8 d'octubre de 1929 - Barcelona, 1 de març de 2011) va ser un poeta i promotor cultural català.

## Biografia
Estudià peritatge químic i magisteri. Es donà a conèixer en l'Antologia poètica universitària del 1950, i fou fundador de la revista clandestina científica Ictini a l'Escola Industrial. També participà en les associacions cíviques Centre Comarcal Lleidatà, la Rosa de Sant Martí i el Club d'Amics de la Unesco de Barcelona, i va col·laborar a les revistes Ponent i Saba poètica, i a les emissores Ràdio 4, Ràdio Associació de Catalunya, Ràdio Avui i Catalunya Ràdio. La seva poesia, diàfana i acolorida, rep influències tant de Joan Maragall i Joan Alcover com de Salvador Espriu. El 1998 va rebre la Creu de Sant Jordi.

## Obres
- Aquest somni (1956)
- Galopant per la faula (1959)
- Suite pirinenca (1972)
- Nadal, un crit cap a la llibertat. (1978)
- Poemes de l'estaquirot (1979)
- Torno a encendre l'estel (1984)
- La vall dels ecos (1985)
- I finalment el silenci (1988)
- El rostre (1998)
- Obra poètica: obra publicada i inèdita (2000)
- La llum camina de puntetes per la carena (2002)